# 유경렬
유경렬(1978년 8월 15일 ~ )은 대한민국의 전 축구 선수로서 포지션은 센터백이었다.

## 클럽 경력
상무에서 제대한 후 2003년 울산 현대에 입단하여 한 번도 이적하지 않고 활약하며 오랜 기간 울산 현대 팬들의 지지를 받는 프랜차이즈 스타로 각광받았다. 2010 시즌이 끝나고 FA로 풀렸지만 김호곤 감독이 곽태휘와 강민수를 영입하게 되면서 울산과 재계약에 실패하였다.
울산과의 재계약 실패 이후 이영진 감독의 부름을 받아 2011년 2월 28일 대구 FC에 2년 계약을 맺고 이적하였다.
2004년에는 대한민국 축구 국가대표팀에 선발되기도 하였다.
2013년 대구와의 계약이 만료된 후 천안시청으로 이적했다.

## 지도자 경력
2016년 은퇴한 후 천안시청의 트레이너로 부임하였고, 2018 시즌을 앞두고 광주 FC 수석 코치로 부임하였다.
2020년 12월 28일 박진섭 감독을 따라 FC 서울의 수석 코치로 부임하였다.
2022시즌을 앞두고 전북 현대의 B팀 코치로 부임하였다.
2022년 12월 13일에 부산 아이파크 수석코치로 합류하였다.